# 1057-es busz
Az 1057-es jelzésű autóbuszvonal egy Budapest és Polgár között közlekedő országos járat volt, amelyet a Volánbusz Zrt. üzemeltetett munkanapokon és vasárnap, Mezőkövesd, Mezőcsát és Tiszaújváros érintésével.

## Útvonala
Budapest Stadion autóbusz-pályaudvarról indult. A Hungária körúton haladt az M3-as bevezető felé. Az autópályán 125 kilométert tartózkodott, aztán Mezőkövesd határában tért le róla. Első megállója a járásközpont autóbusz állomása volt a pesti Kacsóh Pongrác út és Szerencs utca megállók után, vagy 5, vagy egyetlen percet sem várakozott itt. A 3-as főúton ment egészen Mezőnyárádig, ahol déli irányban hagyta el a községet. Mezőkeresztes következett, majd a szomszédos Mezőnagymihály és Gelej. A vonal 164. kilométerénél érkezett Mezőcsát kisvárosba (Polgár felől 5 percet várakoztak járatai). Az évek alatt megváltozott itt az útvonal. 2019. május 1-ig a járatok Hejőpapi, Hejőszalonta, Hejőkeresztúr, Nagycsécs és Sajószöged településeket érintették, úgy érték el Tiszaújvárost (akkor még itt volt a végállomás), viszont azon dátumtól megszűnéséig Hejőkürtön, Oszláron és Tiszapalkonyán keresztül közelítették meg az iparvárost. 5 vagy 10 perces várakozás után a maradék 10 perc felét a 35-ös főúton töltötte, majd északkeletről robogott be Polgárra, annak is autóbusz váróterméhez.
Ellentétes irányban útvonala változatlan volt.

## Közlekedése
Munkanapokon és vasárnap közlekedett, naponta egy-egy párral. Polgárról az egyik indítás reggel, a maradék délután, este, késő este nyomta le kilométereit. A Volánbusz 2020. december 12. dátummal megszűntette a vonalat, napjainkban a főváros legalább egy átszállással érhető el innen.
| Útvonala                                      | Indításszáma | Közlekedése  |
| --------------------------------------------- | ------------ | ------------ |
| Budapest, Stadion aut. pu. – Polgár, aut. vt. | 1 pár        | munkanapokon |
| Budapest, Stadion aut. pu. – Polgár, aut. vt. | 1 pár        | vasárnap     |

## Megállóhelyei
| 0                                                                         | Budapest, Stadion autóbusz-pályaudvar végállomás | 0.0 km   | 95, 130, 195 396, 397, 398, 399, 400, 402, 410, 412, 414, 422, 424, 430, 432, 434, 435, 436, 437, 438, 439, 440, 441, 442, 485, 486 1020, 1021, 1024, 1031, 1032, 1034, 1037, 1039, 1040, 1045, 1046, 1049, 1050, 1051, 1052, 1054, 1059, 1060, 1061, 1063, 1067, 1068, 1069, 1070, 1074, 1075, 1076, 1077, 1078 75, 77, 80, 80A 1 |
| Polgár felé csak felszállás, Polgár felől csak leszállás kísérelhető meg. |                                                  |          | |
| 1                                                                         | Budapest, Kacsóh Pongrác út                      | 3.8 km   | 25, 32, 225 396, 397, 398, 399, 400, 402, 412, 414, 422, 424, 432, 434, 435, 436, 437, 438, 439, 442 1020, 1021, 1024, 1032, 1034, 1037, 1039, 1040, 1045, 1046, 1049, 1050, 1051, 1052, 1054, 1059, 1061, 1063, 1067, 1068, 1069, 1076 74, 74A 1, 3, 69                                                                           |
| 2                                                                         | Budapest, Szerencs utca                          | 7.7 km   | 225, 96, 296, 296A 396, 397, 398, 399, 400, 402, 412, 414, 422, 424, 432, 434, 435, 436, 437, 438, 439, 442 1020, 1021, 1024, 1034, 1037, 1039, 1040, 1045, 1046, 1049, 1050, 1051, 1052, 1054, 1059, 1061, 1063, 1067, 1068, 1069, 1076                                                                                           |
| 3                                                                         | Mezőkövesd, autóbusz-állomás                     | 130.4 km | 1341, 1344, 1375, 1376, 1377, 1379, 1380, 1382, 1426, 1427, 1447, 1468 3146, 3418, 3419, 3421, 3746, 3749, 4001, 4005, 4006, 4007, 4008, 4010, 4013, 4014, 4015, 4016, 4017, 4018, 4023, 4026, 4027, 4030 |
| 4                                                                         | Mezőkövesd, Szent László tér                     | 131.3 km | 5, 5C, 5D, 5E, 5F, 5Y, 6C, 6D, 7, 7A, 8, 8A, 8C 1341, 1375, 1377, 1379, 1380 3416, 3746, 3749, 4001, 4005, 4006, 4007, 4008, 4013, 4015, 4017, 4018, 4023, 4026, 4030 |
| 5                                                                         | Mezőnyárád, temető                               | 140.3 km | 1341, 1379, 1380 3746, 3747, 3749, 4005, 4006, 4007, 4008, 4027 |
| 6                                                                         | Mezőkeresztes, autóbusz-váróterem                | 143.6 km | 1341 3747, 4008, 4026, 4027, 4028, 4030 |
| 7                                                                         | Mezőnagymihály, bolt                             | 148.2 km | 1341 3747, 4008, 4027, 4030 |
| 8                                                                         | Gelej, községháza                                | 152.9 km | 1341 3747, 4008, 4027, 4030 |
| 9                                                                         | Mezőcsát, autóbusz-váróterem                     | 163.8 km | 1341, 1424 3741, 3743, 3747, 3963, 3964, 3965, 3976, 4008, 4010, 4030 |
| 10                                                                        | Tiszatarjáni elágazás                            | 170.2 km | 1424 3963, 3964, 3965, 4008 |
| 11                                                                        | Hejőkürt, autóbusz-váróterem                     | 172.6 km | 1341, 1424 3963, 3964, 3965, 4008 |
| 12                                                                        | Oszlár, autóbusz-váróterem                       | 177.0 km | 1341, 1424 3963, 3964, 3965, 4008 |
| 13                                                                        | Tiszapalkonya, községháza                        | 179.6 km | 1341, 1424 3963, 3964, 3965, 4008 |
| 14                                                                        | Tiszaújváros, autóbusz-állomás                   | 186.4 km | 1, 1A, 2, 3 1341, 1369, 1370, 1372, 1374, 1424, 1427 3731, 3733, 3734, 3737, 3739, 3744, 3745, 3752, 3950, 3952, 3960, 3963, 3964, 3965, 3966, 3967, 3968, 3969, 3970, 3971, 3974, 3975, 4008, 4484 |
| 15                                                                        | Polgár, autóbusz-váróterem végállomás            | 196.1 km | 1059, 1341, 1369, 1370, 1372, 1374, 1424, 1426, 1427, 1450 3739, 3950, 3952, 3960, 4241, 4463, 4482, 4484, 4488 |